# Tillandsia pseudosetacea
Tillandsia pseudosetacea là một loài thuộc chi Tillandsia. Đây là loài đặc hữu của México.